# Кириллов, Степан Родионович
Степа́н Родио́нович Кири́ллов (11 июля 1877, Динабург — 1960, Рига) — русский старообрядческий деятель, член IV Государственной думы от Витебской губернии.

## Биография
Старообрядец-поморец. Из мещан города Двинска. Домовладелец того же города (дом, оцененный в 1275 рублей).
Окончил 1-е Двинское городское училище, после чего выдержал экзамен на звание учителя народного училища, став первым полноправным старообрядческим учителем в Витебской губернии.
В 1907—1911 годах состоял преподавателем двухклассного для детей старообрядцев училища и 3-го приходского училища. Избирался гласным Двинской городской думы (с 1907), членом, а затем товарищем председателя Двинской уездной земской управы. Был членом уездного училищного совета (от земства), заведывал народным образованием и агрономией всего Двинского уезда. Состоял почётным блюстителем Двинского женского старообрядческого училища.
Участвовал в I и II Всероссийских соборах старообрядцев в Москве. В 1911 году принимал участие во Всероссийском съезде старообрядцев-поморцев по народному образованию в Двинске.
В 1912 году был избран в члены Государственной думы от Витебской губернии 1-м и 2-м съездами городских избирателей. Входил во фракцию русских националистов и умеренно-правых (ФНУП), после её раскола в августе 1915 — в группу сторонников П. Н. Балашова. Состоял секретарём комиссии по старообрядческим делам, а также членом комиссий: бюджетной, по местному самоуправлению, сельскохозяйственной и по городским делам. Был председателем Старообрядческого совещательного собрания при Думе.
В годы Первой мировой войны состоял помощником уполномоченного, а затем уполномоченным 30-го передового санитарно-питательного отряда Всероссийского национального союза. Принимал участие в эвакуации Двинска. В ноябре 1916 занимался формированием румынских санитарных отрядов. После Февральской революции стал одним из организаторов Всероссийского старообрядческого союза, был избран председателем Временного совета старообрядцев.
Во время Гражданской войны жил в Бердянске, организовал несколько кооперативных обществ. В 1919 году был эвакуирован на Кубань, в станицах Приморско-Ахтарской и Тимошевской был избран председателем профессионального союза интеллигентных тружеников.
В 1921 году выехал в Латвию. Вскоре был избран гласным Даугавпилсской городской думы. В 1922—1926 годах возглавлял ЦК по делам старообрядцев Латвии, в 1929 организовал альтернативный Совет соборов и съездов старообрядцев Латвии. Был учредителем городских и сельских кооперативов. Избирался депутатом третьего Латвийского сейма (1928—1931).
Скончался в 1960 году в Риге. Был женат, имел троих детей. Сыновья - Степан и Георгий. Дочь - Анна.

## Награды
- Медаль Красного Креста «В память русско-японской войны 1904—1905 гг.» (1906);
- Медаль «За усердие» на Станиславской ленте;
- Медаль «В память 300-летия царствования дома Романовых» (1913).